# Níobe (filla de Foroneu)
|  | Per a altres significats, vegeu «Níobe». |

Segons la mitologia grega, Níobe (en grec antic Νιόβη) va ser una filla de Foroneu, rei d'Argos, i de Telèdice o de Cerdo.
És la primera de les dones mortals amb qui es va unir Zeus. Amb ella va engendrar Argos i (segons Acusilau) Pelasg. Níobe, filla del primer home, Foroneu, és la "mare dels vivents", la primera dona mortal.